# Новоалександровка (Сумская область)
Новоалександровка (укр. Новоолександрівка) — село,
Мезеновский сельский совет,
Краснопольский район,
Сумская область,
Украина.
Код КОАТУУ — 5922382903. Население по переписи 2001 года составляло 218 человек .

## Географическое положение
Село Новоалександровка находится на одном из истоков реки Пожня,
ниже по течению на расстоянии в 3,5 км расположено село Мезеновка.
Рядом проходит автомобильная дорога Т-1901.

## Экономика
- Молочно-товарная ферма.